# Phil Vandersea
Phil Vandersea é um ex-jogador profissional de futebol americano estadunidense.

## Carreira
Phil Vandersea foi campeão do Super Bowl I jogando pelo Green Bay Packers.